# Aberdeen n.º 373
Aberdeen n.º 373 es un municipio rural canadiense situado en la provincia de Saskatchewan.

## Superficie
Aberdeen n.º 373 tiene una superficie de 671.82 km².

## Demografía
En 2021, tenía 1461 habitantes, una densidad poblacional de 2,2 hab./km², y 528 viviendas.